# Landser
Landser (с нем. — «Пехотинец, ополченец») — немецкая рок-группа, широко известная пропагандой неонацистских взглядов и в 2003 году официально признанная преступной организацией. Первоначально группа носила название Endlösung (с нем. — «Окончательное решение»).

## История
Из-за жёстких антинацистских законов Германии группа долгое время существовала в обстановке секретности, не давая концертов и держа в тайне имена участников. Четыре альбома были записаны за рубежом и распространялись почтой или через Интернет.
В 2003 году трое участников Landser были привлечены к уголовной ответственности за создание организованной преступной группы, прославление нацизма и разжигание межнациональной ненависти. Вокалист группы Михаэль Регенер (также известен под прозвищем Luni — от водочной марки Lunikoff, производившейся в ГДР) был приговорен к сорокамесячному тюремному заключению, ударник Кристиан Венндорф и гитарист Андреас Мёрике получили условные сроки и по 90 часов общественных работ. 10 марта 2005 году Верховный суд Германии отклонил апелляцию Регенера. После 2003 года Landser прекратили свою деятельность, однако пока не была рассмотрена апелляция, Регенер оставался на свободе и вместе с музыкантами другой неонацистской группы Spreegeschwader имел возможность выступать под именем Die Lunikoff Verschwörung (нем. Заговор Lunikoff). Перед тем, как отправиться в тюрьму, Регенер отыграл концерт на съезде Национал-демократической партии Германии в Тюрингене.
Позднее ещё один участник Landser Жан-Рене Бауэр был приговорён к штрафу за покупку оружия и распространение дисков Landser.
21 октября 2006 г. сотни неонацистов организовали демонстрацию около берлинской тюрьмы Тегель, в которой содержался Регенер, требуя его освобождения. В феврале 2008 года Регенер вышел на свободу. Landser не возродились. Регенер продолжает выступать с Die Lunikoff Verschwörung. В 2011 году у них вышел альбом  l-kaida.

## Музыка
Музыка Landser представляет собой R.A.C (Rock Against Communism), некоторые песни имеют характерный метализированный характер. Часть песен Landser аполитичны и основаны на старинных застольных песнях или прославляют прошлое Германии и здоровый образ жизни. Однако в большинстве песен воспевается нацизм, критикуются враждебные нацизму политические взгляды (в первую очередь либерализм и коммунизм), Израиль, многие тексты Landser направлены против иммигрантов из Турции, Африки и Польши.
Больше всего известны акустическая баллада «Rudolf Heß» (Рудольф Гесс, проведший более сорока лет в заключении, считается мучеником за идеалы нацизма) и песня «Sturmführer» (с нем. — «Штурмфюрер»), посвященная деду Регенера, служившему в войсках СС. Также широкой популярностью пользуется песня «Freiheit» (Свобода).

## Дискография
(Записи, выделенные жирным шрифтом, запрещены в Германии)
- Lunikoff Demo '92 (~1992, мини-альбом, позднее переиздана)
- Das Reich kommt wieder (1992, мини-альбом, позднее переиздана)
- Republik der Strolche (1995, мини-альбом)
- Berlin bleibt deutsch (1996, бутлег, идентичный Das Reich kommt wieder)
- Deutsche Wut (1998, альбом, изданный под названием Rock gegen oben)
- Best of… (2001, сборник)
- Amalek (сплит Landser, Stahlgewitter и Hauptkampflinie)
- Ran an den Feind (2001, альбом)
- Sampler (2001, альбом)
- Endlösung — Final Solution: The Early Years (2002, альбом)
- Tanzorchester Immervoll, (2002 сборник).
- Rock gegen ZOG — hepp, hepp… (2003, альбом)
- Tribute to Landser (2003).